# Avverahalli, Hassan
Avverahalli là một làng thuộc tehsil Hassan, huyện Hassan, bang Karnataka, Ấn Độ.